# Abbaye de Tamié

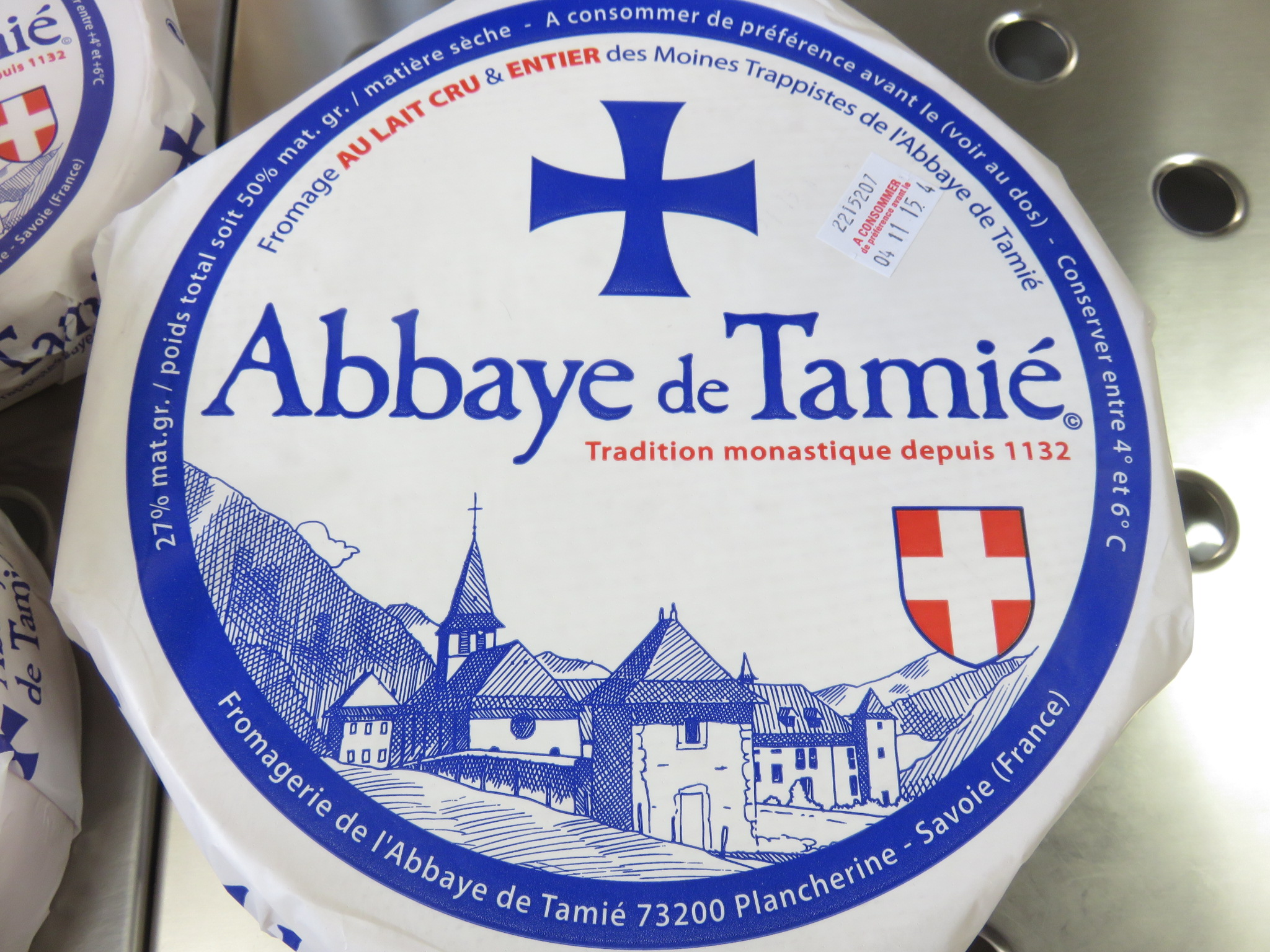
Abbaye de Tamié in charakteristischer Papierhülle

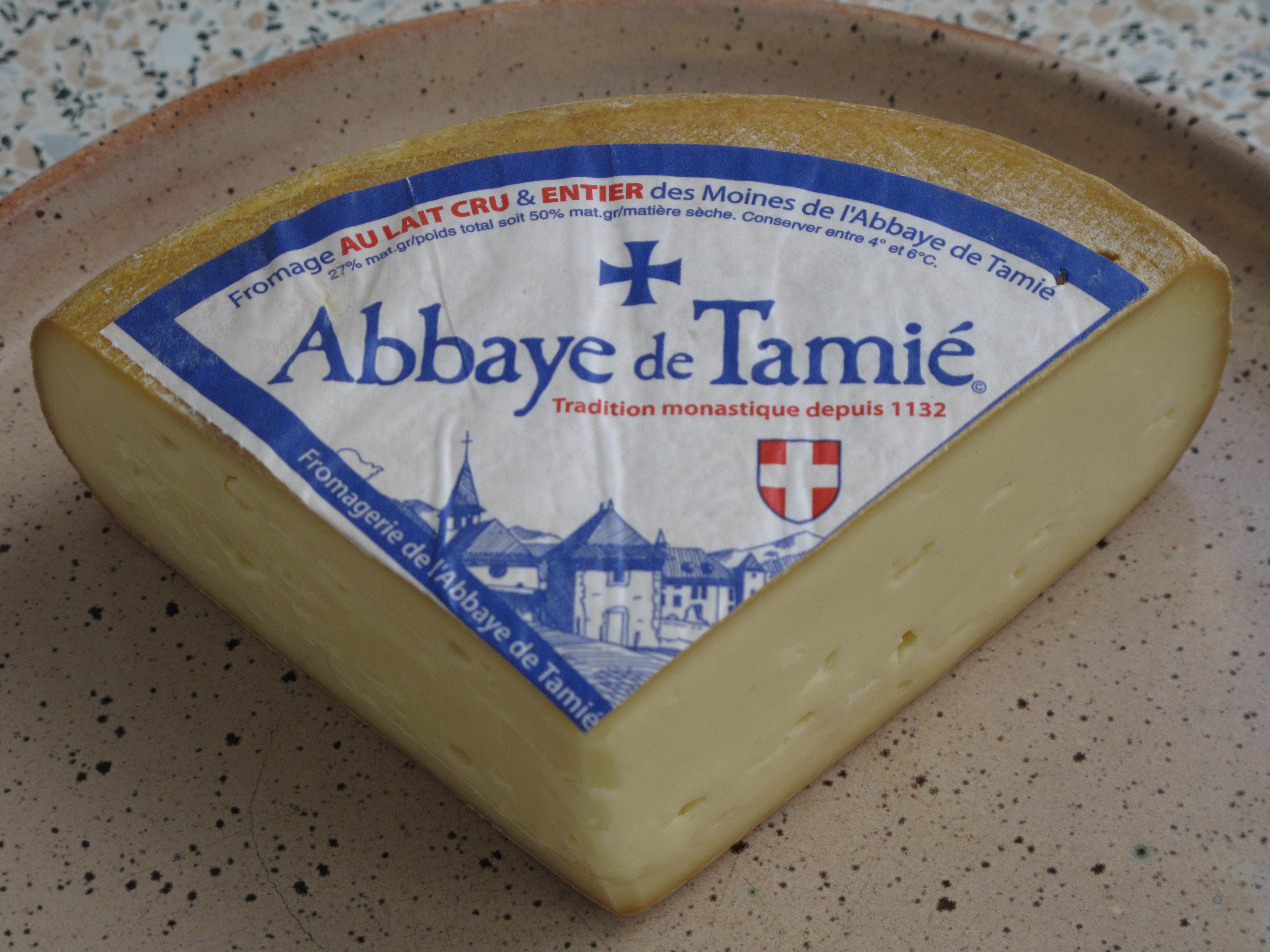
Abbaye de Tamié, angeschnitten

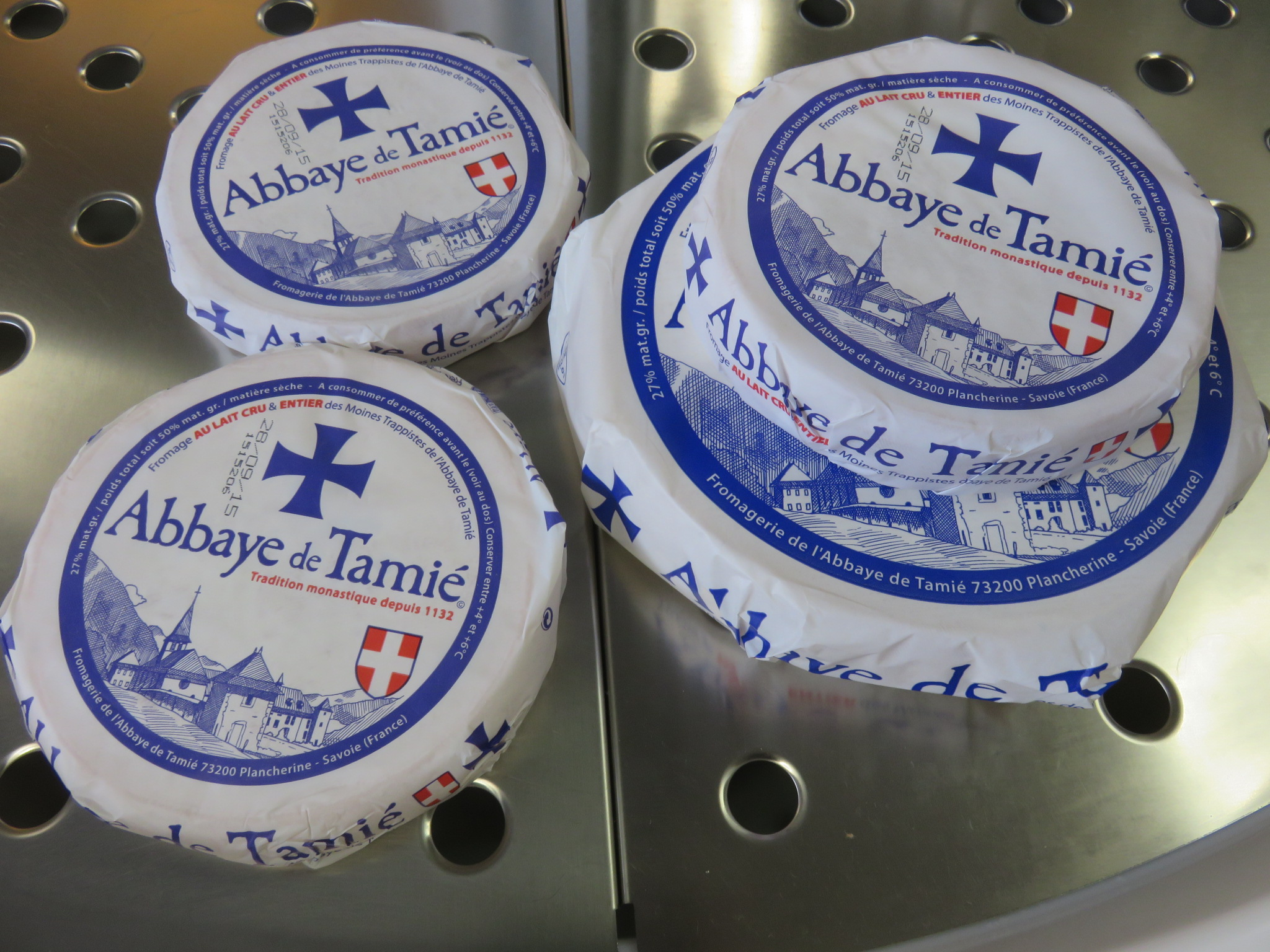
Petit Tamié und Grand Tamié im Vergleich

Der Abbaye de Tamié ist ein französischer halbfester Schnittkäse aus Rohmilch. Er wird ausschließlich im Kloster Tamié hergestellt, von dem er auch seinen Namen hat.

## Eigenschaften
Der Abbaye de Tamié ist ein halbfester Schnittkäse aus Rohmilch, der äußerlich dem Reblochon ähnelt. Der Laib ist scheibenförmig mit leicht konvex geformtem Rand und weist eine beige bis safrangelbe dünne, ledrige Rinde mit einem ganz leichten Überzug von weißem Edelschimmel auf. Der gelbliche Teig hat nur wenige erbsen- bis bohnengroße Löcher. Der Geschmack des jungen Käses ist nussig und mild, bei zunehmender Reife entwickelt er einen vollen und kräftigen Geschmack.
Der Käse wird in zwei Größen angeboten, dem Tamié Petit Modèle oder Petit Tamié mit 580 bis 600 Gramm und dem Tamié Grand Modèle oder Grand Tamié mit 1400 bis 1600 Gramm. Während der kleine Laib üblicherweise ganz verkauft wird, ist der Grand Tamié auch geschnitten erhältlich. Die Käselaibe werden in ein weißes Papier eingewickelt, auf dem sich in blau ein charakteristisches Tatzenkreuz und Angaben zum Produkt befinden.
Der Abbaye de Tamié wird bevorzugt auf einer Käseplatte serviert. Dazu passt ein leichter und fruchtiger roter, weißer oder rosé Wein des Savoie, wie ein Apremont, ein Mondeuse Noire oder ein Mondeuse Blanche.

## Geschichte

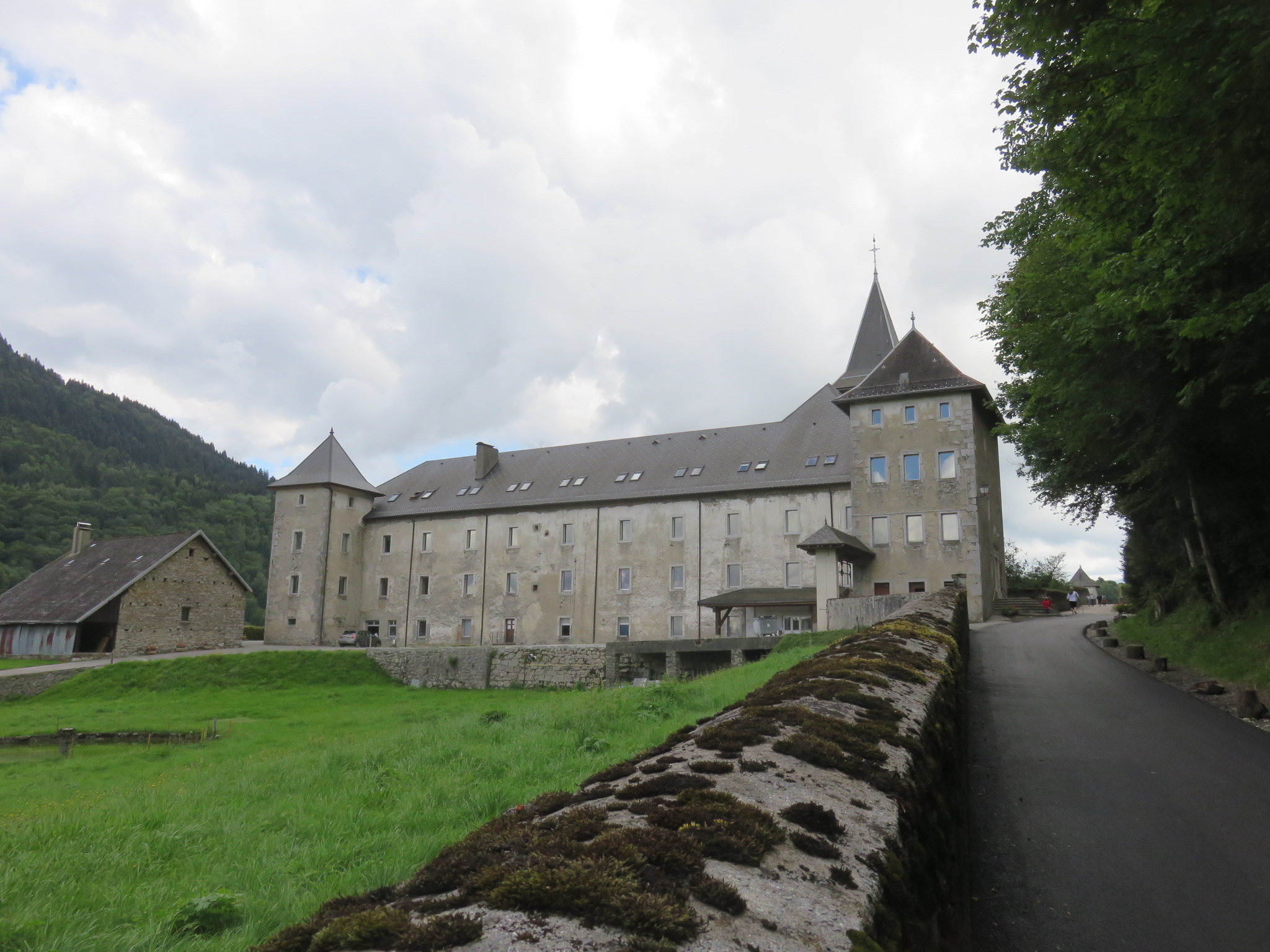
Kloster Tamié

Das heute von Trappisten bewohnte Kloster Tamié wurde 1133 von den Zisterziensern auf Land gegründet, das dem Orden im Vorjahr gestiftet wurde. Vom ersten Jahr an wurde der Überlieferung zufolge der nach dem Kloster benannte Abbaye de Tamié produziert. Der ursprüngliche Käse soll allerdings dem Gruyère geglichen haben, das Rezept ging während der Französischen Revolution verloren. Als die Zisterzienser 1861 zurückkehrten, um das Kloster wieder aufzubauen, fanden sie die meisten Weiden in der Umgebung des Klosters verlassen vor. Sie mussten einen Käse entwickeln, der mit dem jetzt geringeren Milchangebot herzustellen war. Auf der Grundlage eines Rezepts für den Port Salut schufen sie den Abbaye de Tamié als einen kleineren und schneller reifenden Käse.
Seit 1861 wurde in der Käserei des Klosters der Herstellungsprozess immer wieder verbessert. Im Ergebnis verfügt das Kloster Tamié über eine der erfolgreichsten klösterlichen Käsereien in Europa. Mehr als die Hälfte der etwa 70 Klosterbrüder sind auf verschiedene Weise in der Käseherstellung beschäftigt. Die Käserei ist die wichtigste Einnahmequelle des Klosters.

## Herstellung
Der Abbaye de Tamié wird ausschließlich in der Käserei des Klosters Tamié in der Gemeinde Plancherine, Département Savoie aus roher Kuhmilch von acht Bauernhöfen der unmittelbaren Umgebung hergestellt. Die Kühe werden im Sommer auf der Weide gehalten und im Winter mit Heu und Getreide gefüttert, das von einigen der Bauern selbst angebaut wird. Silage wird nicht verfüttert.
Der Herstellungsprozess ist heute weitgehend automatisiert und das Kloster kontrolliert vom Qualitätsmanagement der Milchproduktion bis zur Erzeugung von Biogas aus der Molke alle Produktionsschritte. Dabei wird auf eine bakteriologisch einwandfreie Milch besonderer Wert gelegt, die 4,2 Kubikmeter Rohmilch werden täglich bei den Landwirten abgeholt, um einen möglichst frischen Rohstoff zu erhalten.
Die in Kupferkesseln auf 34 °C erhitzte Rohmilch wird mit einer geringen Menge einer spezifischen Starterkultur versehen. Nach 90 Minuten wird das Lab zugefügt. Wenn die Milch eingedickt ist, wird die Masse mit einer Käseharfe geschnitten und der bohnengroße Bruch in perforierte zylindrische Käseformen gefüllt. Darin wird der Bruch für drei bis fünf Stunden gepresst und dabei wiederholt gewendet. Anschließend werden die Laibe, abhängig von der Größe, eine bis drei Stunden lang in eine Salzlake getaucht.
Die Reifung der Käselaibe findet in den Gewölbekellern des Klosters statt, in denen eine Luftfeuchtigkeit von 85 bis 90 Prozent und eine konstante Temperatur von etwa 14 °C herrscht. Der Reifeprozess erfordert häufiges Waschen und Wenden der Laibe und dauert bis zu 40 Tage. Täglich werden etwa 400 Kilogramm produziert.

## Belege
1. 1 2 3 4 5  Soyoung Scanlan: Abbaye de Tamié. In: Catherine Donnelly (Hrsg.): The Oxford Companion to Cheese. Oxford University Press, Oxford 2016, ISBN 978-0-19-933088-1, S. 1.
2. 1 2  Juliet Harbutt (Hrsg.): World Cheese Book. Dorling Kindersley, London u. a. 2009, ISBN 978-0-7566-5442-9, S. 31.
3. 1 2 3 4  La fromagerie de Tamié. In: Kloster Tamié. Abgerufen am 16. Januar 2020 (französisch).